# Huddersfield Giants Rugby League Football Club
Maillots
Les Huddersfield Giants sont un club professionnel anglais de rugby à XIII basé à Huddersfield dans le Yorkshire de l'Ouest. Ils évoluent dans la Super League qui est le championnat élite d'Angleterre ouvert à des clubs gallois et français. Ils ont remporté le championnat d'Angleterre à sept reprises (1912, 1913, 1915, 1929, 1930, 1949 et 1962) avant la mise en place de la Super League en 1996, ainsi qu'à six coupes d'Angleterre appelée la « Challenge Cup » (1913, 1915, 1920, 1933, 1945 et 1953).
Le club est fondé en 1863, il s'agit alors d'un club de rugby à XV puis devient l'un des vingt membres fondateurs de la Northern Rugby Football Union (qui prend le nom plus tard de la « Rugby Football League ») en 1895 qui est à l'origine directe de la naissance du rugby à XIII, c'est d'ailleurs au George Hôtel d'Huddersfield que cette fédération voit le jour. Après avoir évolué dans le championnat d'Angleterre élite au cours du XXe siècle, il prend désormais part à la Super League.
Les Giants disputent leurs matchs à Galpharm Stadium depuis 1994, cependant certains supporters continuent de les surnommer « Fartown », nom du précédent stade des Giants entre 1878 et 1992. Il y a de nombreuses rivalités avec des clubs à proximité dont Leeds Rhinos, Bradford Bulls, Halifax RLFC et Wakefield Trinity Wildcats.

## Palmarès
| Super League (précédemment RFL Championship) | Challenge Cup                                                                                             |
| --- | --- |
| - Champion (7) : 1912, 1913, 1915, 1929, 1930, 1949 et 1962. - Finaliste (6) : 1914, 1920, 1923, 1932, 1946 et 1950. Résultats en saison régulière (Super League) : - Vainqueur (1) : 2013. | - Vainqueur (6) : 1913, 1915, 1916, 1933, 1945 et 1953. - Finaliste (5) : 1935, 1962, 2006, 2009 et 2022. |

## Histoire

### Avant la création du rugby à XIII
La première rencontre de Football qui se tient dans le domaine d'Huddersfield se déroule en 1848 entre une équipe d'Hepworth et une équipe d'Holmfirth. Il n'existe alors aucune structure sportive dans la ville avant l'ouverture le 3 août 1850 d'un gymnase appelé « Apollo Gymnasium », il s'agissait alors de la seule structure sportive où les jeunes pouvaient prendre part à des activités sportives. Il s'ensuit alors la pratique de l'escrime, la natation, le bowling, le cricket et d'autres sports.
En 1864, le gymnase est transformé en théâtre. Les pratiquants sportifs décident alors de former des associations sportives. L'« Huddersfield Athletic Club » (HAC) est créé et invite toute personne y devenir membre, le 16 novembre 1864 au Queen Hotel, une centaine de personnes assistant au premier assemblement s'y inscrivent et forment le premier comité de cette association. Un mois plus tard, un nouveau gymnase est créé sur la « Back John William Street ».
Le 27 janvier 1866, vingt membres de l'« Huddersfield Athletic Club » sont d'accord pour disputer un match de football contre l'« Huddersfield Rifle Corps », ce dernier étant créé entre-temps. Ce match avec un bilan sportif mitigé permet cependant de rassembler un nombreux public. L'« Huddersfield Athletic Club » décide alors de créer une section vouée à la pratique du football en décembre 1866 sans apporter néanmoins de contributions financières obligeant les footballeurs à payer une souscription. Devant le succès de cette section, le HAC trouve un moyen efficace de recruter de nouveaux membres au sein de son association et forme un second club, certains joueurs sont même appelés à représenter le Yorkshire dans des matchs inter-régionaux.
En raison du succès du football et le besoin de trouver plus de facilités pour sa pratiquen le HAC approche le « St John's Cricket Club » (créé en 1866) et propose la fusion de ces deux clubs. Le « St John's Cricket Club » possède un terrain propre à la pratique sportive : le « Fartown Ground ». Le 27 novembre 1875, les deux clubs trouvent un accord pour une fusion et s'appelle désormais le « Huddersfield Cricket and Athletics Club ».
Après la visite le 2 novembre 1878 du club de « Manchester Rangers » dévolu à la pratique du rugby à XV, une section de ce dernier est créée et participe au championnat. Ses matchs à domicile prennent place sur le « Fartown Ground », il s'agit du stade résident du club jusqu'en 1992 et l'adoption du surnom du club « Fartown ».

### Arrivée du rugby à XIII et période dorée
En 1895, le club fait partie des vingt membres fondateurs de la Northern Rugby Football Union (qui prend le nom plus tard de la « Rugby Football League »). L'histoire du club en rugby à XIII est fait de hauts et de bas, mais lors ses soixante premiers années, il s'agit d'un des clubs phares de rugby à XIII en Angleterre avec comme principal rival Wigan Warriors en termes de trophées remportés.
Un jeune joueur fait son apparition à l'âge de quinze ans et cent soixante-quinze jours lors d'un match contre Bramley en novembre 1906 et marque l'histoire du club : Harold Wagstaff. Il s'agit aujourd'hui encore du plus jeune joueur de rugby à XIII de l'histoire. Lors de la tournée britannique de la sélection australienne, Huddersfield gagne 5-3. Lors de match, un joueur australien séduit les dirigeants d'Huddersfield qui décide de le recruter le jour même, Albert Rosenfeld, ainsi qu'un autre Australie Pat Walsh. Rosenfeld joue son premier match pour le club le 11 septembre 1909.
La période dorée du club intervient autour de la Première Guerre mondiale dans les années 1910. L'équipe est surnommée « The Team of All Talents », emmenée par Wagstaff et considéré pour beaucoup comme l'un des meilleurs treizistes de l'histoire. Plus d'une dizaine de trophées sont alors remportés par le club dans cette décennie. De cette période, trois joueurs sont aujourd'hui au temple de la renommée britannique du rugby à XIII : Rosenfeld, Wagstaff et Douglas Clark. La particularité de cette période est sa ligne des trois-quarts. En 1912, Rosenfeld devient le premier joueur à inscrire plus de cinquante essais durant la saison dans le championnat anglais avec soixante dix-huit essais, son partenaire à l'aile Stanley Moorhouse en inscrit lui cinquante-deux. En 1913, Rosenfeld en inscrit de nouveau cinquante-six puis bat son record en 1914 avec quatre-vingt essais, record toujours actuel. Le 28 février 1914, le club bat Swinton Park sur le score de 119-2 (Rosenfeld y inscricant sept essais) en Challenge Cup à Fartown (il améliore ce record le 26 novembre 1994 contre « Blackpool Gladiators » sur le score de 142-4). En 1915, il devient le second club a remporté le « all four cups », il s'agit d'un trophée valable entre 1905 et 1970 qui récompense le club ayant remporté la même année le Challenge Cup, le championnat d'Angleterre, le championnat du Comté et la coupe du Comté. Avant la suspension des matchs en 1915 pour cause de guerre, Huddersfield Giants reste sur une série de trente-huit victoires d'affilée.
Après la guerre, Huddersfield ne prend pas part à la saison 1918-19 et attend la saison suivante. Il remporte ses cinq premiers lors de la saison 1919-20 portant son record à quarante-trois victoires d'affilée, qui constitue aujourd'hui encore un record sur six années d'intervalle. Cette série comprend vingt-huit matchs de championnat, huit matchs de coupe du Yorkshire, cinq matchs de Challenge Cup et deux matchs de phases finales du championnat. Le 2 avril 1921, Rosenfeld dispute son dernier match pour Huddersfield contre Leeds.

### Après la Seconde Guerre mondiale
Huddersfield remporte le championnat en 1949, en battant Warrington 13-12 au Maine Road (Manchester) devant 75 194 spectateurs, saison où Huddersfield remporte également le championnat du Yorkshire.
La plus grande affluence d'Huddersfield au Fartown a lieu le 4 mars 1950 contre Wigan avec 32 912 spectateurs. Il atteint cette année 1950 de nouveau la finale du championnat mais Wigan le bat 12-20. Le 17 novembre 1951, l'Australien Lionel Cooper bat le record d'essais du club sur un match avec dix essais contre Keighley lors d'une victoire 48-3.
Avant la fin de cette décennie des années 1950, Huddersfield remporte trois coupes du Yorkshire (1951, 1953 et 1958) et la coupe d'Angleterre en 1953 contre St Helens 15-10 au stade Wembley.

### Déclin et renaissance
Dans les années 1970, le club connaît un passage à vide sur le plan sportif. En 1984 arrive John Bailey, homme d'affaires local, qui souhaite le renouveau du club, le stade Fartown est renommé « Arena 84 » et en surnommant le club les « Barracudas », cependant le club continue de se morfondre.
En 1989, le club voit l'arrivée d'une nouvelle administration qui y injectent des fonds financiers. Le club finit d'adopter le surnom des Barracudas et son stade d'Arena 84. Nigel Stephenson est nommé entraîneur de l'équipe. Pour la première fois depuis les années 1970, le club obtient des résultats et le public revient au stade.
En 1992, le club remporte la troisième division anglaise. Promu en deuxième division, une nouvelle crise financière au club prend place, le club quitte Fartown pour Ellis Road à Leeds.
En 1993, six clubs sont invités à disputés la coupe d'Europe, inaugurée cette année-là dont Huddersfield. Mais les deux clubs russes ainsi que Batley et Carcassonne annulent leurs participations. Huddersfield affronte donc seulement le XIII catalan lors d'un match à Barcelone qu'Huddersfield remporte 23-22. En 1994, le club évolue dans un tout nouveau stade, le McAlpine Stadium (aujourd'hui le « Galpharm Stadium »). En 1995, il parvient en finale du championnat anglais de deuxième division.

### le XIII devient un sport estival
En 1996, Ken Davies, président du club, ajoute la dénomination Giants au nom de l'équipe. Le club remporte en 1997 le championnat antichambre de la Super League en battant Hull 18-0 à Old Trafford.
En 1998, en raison de la disparition du Paris Saint-Germain Rugby League, le club est promu en Super League. Néanmoins, le club végète en bas de classement. Devant ces mauvais résultats et des problèmes financiers, le club tente une fusion avec Sheffield Eagles pour devenir officiellement les « Huddersfield-Sheffield Giants » (plus populaire que « Shuddersfield »). Cela ne se traduit pas par de meilleurs résultats sportifs. Ils perdent entre 1998 et 2001 81 matchs sur 99. En 2002, le club est finalement relégué au profit de Widnes Vikings.
Entre-temps, Huddersfield Giants retrouve son identité. Dans la seconde division, le club est lors de la saison 2002 invaincu (29 victoires et un nul) et remporte donc le championnat. Il est décidé de réintégrer le club en Super League en 2003.
En 2003, Huddersfield termine dixième de la Super League mais perd à l'issue de cette saison son entraîneur Tony Smith, parti à Leeds Rhinos, remplacé par Jon Sharp. Ce dernier parvient cependant à atteindre une septième place en 2004 et le club atteint pour la première fois depuis 1971 les demi-finales de la Coupe d'Angleterre.
En 2005, le club parvient à recruter un des meilleurs joueurs de NRL Michael de Vere des Brisbane Broncos, devenant le premier international australien à rejoindre le club depuis Pat Devery dans les années 1950. En 2006, le club atteint cette fois-ci la finale de la coupe d'Angleterre contre St Helens mais perd 42-12.
En 2007, sur leur lancée, le club se qualifie pour la première fois pour les phases finales de la Super League après une cinquième en saison régulière. Cela ne se résume qu'au premier tour et une élimination contre Hull FC (16-22). Dixième en 2008, c'est en 2009 que le club atteint son meilleur rang de son histoire en Super League en saison régulière en terminant troisième derrière Leeds et St Helens. Le club parvient même à atteindre de nouveau la finale de la coupe d'Angleterre, perdue contre Warrington 16-25 à Wembley devant 76 560 spectateurs.

## Effectif actuel

### Joueurs emblématiques
Plusieurs joueurs d'Huddersfield ont été nommés dans l'équipe type de la Super League : Stephen Wild en 2007, Brett Hodgson en 2009, Scott Moore en 2009, Leroy Cudjoe en 2013, Danny Brough en 2013 et 2015, Eorl Crabtree en 2013, Shaun Lunt en 2013, Brett Ferres en 2013, Jermaine McGillvary en 2015 et Sebastine Ikahihifo en 2017, Aidan Sezer en 2020.
Deux joueurs ont remporté le Man of Steel : Brett Hodgson en 2009 et Danny Brough en 2013.
| - John Anderson - Ernest Ashcroft - Jeffrey Bawden - Kenneth Bowman - Harry Bradshaw - Malcolm Branch - David Busfield - Conrad Byrne - Douglas Clark - Donald Close - Brandon Costin - Peter Cramp - John Daly - Thomas Davies - Michael De Vere |  | - Brad Drew - Alex Fiddes - Neil Fox - Stanley Gene - Gordon Gray - Raymond Haywood - Martin Hodgson - David Hooson - Austin Kilroy - Trevor Leathely - Dean Mountain - Kenneth Noble - Robbie Paul - Peter Ramsden |  | - Patrick Reid - Robert Robson - Derek Roe - Albert Rosenfeld - Jimmy Russell - Ronald Rylance - David Schofield - Michael Shepherd - Edward Slevin - Ian Thomas - William Trevarthen - Harold Wagstaff - Pat Walsh - Edgar Wrigley |

Concernant les joueurs emblématiques, un retient l'attention également pour une raison financière. Il s'agit de Harold Wagstaff recruté en 1906 pour la somme de 5 £ (ce qui correspondait à l'époque à trois fois le salaire moyen d'un ouvrier).

## Bilan du club toutes saisons et toutes compétitions confondues
| Année       | Année       | Saison régulière Division One              | Saison régulière Division One              | Saison régulière Division One              | Saison régulière Division One              | Saison régulière Division One              | Saison régulière Division One              | Saison régulière Division One              | Saison régulière Division One              | Phase finale Division One              | Phase finale Division One              | Phase finale Division One              | Phase finale Division One              | Phase finale Division One              | Phase finale Division One              | Phase finale Division One              | Challenge Cup      |
| Année       | Année       | Class.                                     | Points                                     | MJ                                         | V.                                         | N.                                         | D.                                         | Pp.                                        | Pc.                                        | Perf.                                  | MJ                                     | V.                                     | N.                                     | D.                                     | Pp.                                    | Pc.                                    | Performance        |
| Saison 1996 | Saison 1996 | 5e                                         | 24                                         | 20                                         | 12                                         | 0                                          | 8                                          | 557                                        | 308                                        | Non qualifié                           | -                                      | -                                      | -                                      | -                                      | -                                      | -                                      | Seizième de finale |
| Saison 1997 | Saison 1997 | 2e                                         | 32                                         | 20                                         | 16                                         | 0                                          | 4                                          | 630                                        | 320                                        | Champion                               | 1                                      | 1                                      | 0                                      | 0                                      | 18                                     | 0                                      | Seizième de finale |
| Année       | Année       | Saison régulière Super League              | Saison régulière Super League              | Saison régulière Super League              | Saison régulière Super League              | Saison régulière Super League              | Saison régulière Super League              | Saison régulière Super League              | Saison régulière Super League              | Phase finale Super League              | Phase finale Super League              | Phase finale Super League              | Phase finale Super League              | Phase finale Super League              | Phase finale Super League              | Phase finale Super League              | Challenge Cup      |
| Année       | Année       | Class.                                     | Points                                     | MJ                                         | V.                                         | N.                                         | D.                                         | Pp.                                        | Pc.                                        | Perf.                                  | MJ                                     | V.                                     | N.                                     | D.                                     | Pp.                                    | Pc.                                    | Performance        |
| Saison 1998 | Saison 1998 | 12e                                        | 4                                          | 23                                         | 2                                          | 0                                          | 21                                         | 288                                        | 825                                        | Non qualifié                           | -                                      | -                                      | -                                      | -                                      | -                                      | -                                      | Seizième de finale |
| Saison 1999 | Saison 1999 | 14e                                        | 10                                         | 30                                         | 5                                          | 0                                          | 25                                         | 463                                        | 1011                                       | Non qualifié                           | -                                      | -                                      | -                                      | -                                      | -                                      | -                                      | Huitième de finale |
| Saison 2000 | Saison 2000 | 12e                                        | 8                                          | 28                                         | 4                                          | 0                                          | 24                                         | 502                                        | 1026                                       | Non qualifié                           | -                                      | -                                      | -                                      | -                                      | -                                      | -                                      | Seizième de finale |
| Saison 2001 | Saison 2001 | 12e                                        | 13                                         | 28                                         | 6                                          | 1                                          | 21                                         | 613                                        | 926                                        | Non qualifié                           | -                                      | -                                      | -                                      | -                                      | -                                      | -                                      | Quart de finale    |
| Année       | Année       | Saison régulière Northern Ford Premiership | Saison régulière Northern Ford Premiership | Saison régulière Northern Ford Premiership | Saison régulière Northern Ford Premiership | Saison régulière Northern Ford Premiership | Saison régulière Northern Ford Premiership | Saison régulière Northern Ford Premiership | Saison régulière Northern Ford Premiership | Phase finale Northern Ford Premiership | Phase finale Northern Ford Premiership | Phase finale Northern Ford Premiership | Phase finale Northern Ford Premiership | Phase finale Northern Ford Premiership | Phase finale Northern Ford Premiership | Phase finale Northern Ford Premiership | Challenge Cup      |
| Année       | Année       | Class.                                     | Points                                     | MJ                                         | V.                                         | N.                                         | D.                                         | Pp.                                        | Pc.                                        | Perf.                                  | MJ                                     | V.                                     | N.                                     | D.                                     | Pp.                                    | Pc.                                    | Performance        |
| Saison 2002 | Saison 2002 | 1er                                        | 53                                         | 27                                         | 26                                         | 1                                          | 0                                          | 1156                                       | 356                                        | Champion                               | 2                                      | 2                                      | 0                                      | 0                                      | 74                                     | 26                                     | Seizième de finale |
| Année       | Année       | Saison régulière Super League              | Saison régulière Super League              | Saison régulière Super League              | Saison régulière Super League              | Saison régulière Super League              | Saison régulière Super League              | Saison régulière Super League              | Saison régulière Super League              | Phase finale Super League              | Phase finale Super League              | Phase finale Super League              | Phase finale Super League              | Phase finale Super League              | Phase finale Super League              | Phase finale Super League              | Challenge Cup      |
| Année       | Année       | Class.                                     | Points                                     | MJ                                         | V.                                         | N.                                         | D.                                         | Pp.                                        | Pc.                                        | Perf.                                  | MJ                                     | V.                                     | N.                                     | D.                                     | Pp.                                    | Pc.                                    | Performance        |
| Saison 2003 | Saison 2003 | 10e                                        | 23                                         | 28                                         | 11                                         | 1                                          | 16                                         | 628                                        | 715                                        | Non qualifié                           | -                                      | -                                      | -                                      | -                                      | -                                      | -                                      | Seizième de finale |
| Saison 2004 | Saison 2004 | 7e                                         | 24                                         | 28                                         | 12                                         | 0                                          | 16                                         | 518                                        | 757                                        | Non qualifié                           | -                                      | -                                      | -                                      | -                                      | -                                      | -                                      | Demi-finale        |
| Saison 2005 | Saison 2005 | 8e                                         | 24                                         | 28                                         | 12                                         | 0                                          | 16                                         | 742                                        | 791                                        | Non qualifié                           | -                                      | -                                      | -                                      | -                                      | -                                      | -                                      | Seizième de finale |
| Saison 2006 | Saison 2006 | 9e                                         | 22                                         | 28                                         | 11                                         | 0                                          | 17                                         | 609                                        | 753                                        | Non qualifié                           | -                                      | -                                      | -                                      | -                                      | -                                      | -                                      | Finaliste          |
| Saison 2007 | Saison 2007 | 5e                                         | 27                                         | 27                                         | 13                                         | 1                                          | 13                                         | 638                                        | 543                                        | 1er tour                               | 1                                      | 0                                      | 0                                      | 1                                      | 16                                     | 22                                     | Quart de finale    |
| Saison 2008 | Saison 2008 | 10e                                        | 21                                         | 27                                         | 10                                         | 1                                          | 16                                         | 638                                        | 681                                        | Non qualifié                           | -                                      | -                                      | -                                      | -                                      | -                                      | -                                      | Huitième de finale |
| Saison 2009 | Saison 2009 | 3e                                         | 36                                         | 27                                         | 18                                         | 0                                          | 9                                          | 690                                        | 416                                        | 2e tour                                | 2                                      | 0                                      | 0                                      | 2                                      | 8                                      | 31                                     | Finaliste          |
| Saison 2010 | Saison 2010 | 5e                                         | 33                                         | 27                                         | 16                                         | 1                                          | 10                                         | 758                                        | 439                                        | Demi-finale                            | 3                                      | 2                                      | 0                                      | 1                                      | 74                                     | 76                                     | Huitième de finale |
| Saison 2011 | Saison 2011 | 4e                                         | 32                                         | 27                                         | 16                                         | 0                                          | 11                                         | 707                                        | 524                                        | 2e tour                                | 2                                      | 0                                      | 0                                      | 2                                      | 28                                     | 81                                     | Quart de finale    |
| Saison 2012 | Saison 2012 | 7e                                         | 28                                         | 27                                         | 14                                         | 0                                          | 13                                         | 699                                        | 664                                        | 1er tour                               | 1                                      | 0                                      | 0                                      | 1                                      | 10                                     | 46                                     | Demi finale        |
| Saison 2013 | Saison 2013 | 1er                                        | 42                                         | 27                                         | 21                                         | 0                                          | 6                                          | 851                                        | 507                                        | Demi-finale                            | 3                                      | 1                                      | 0                                      | 2                                      | 106                                    | 70                                     | Quart de finale    |
| Saison 2014 | Saison 2014 | 3e                                         | 37                                         | 27                                         | 17                                         | 3                                          | 7                                          | 785                                        | 626                                        | 2e tour                                | 2                                      | 0                                      | 0                                      | 2                                      | 20                                     | 75                                     | Seizième de finale |
| Saison 2015 | Saison 2015 | 3e                                         | 38                                         | 30                                         | 18                                         | 2                                          | 10                                         | 750                                        | 534                                        | Demi-finale                            | 1                                      | 0                                      | 0                                      | 1                                      | 28                                     | 32                                     | Huitième de finale |
| Saison 2016 | Saison 2016 | 11e                                        | 22                                         | 30                                         | 11                                         | 0                                          | 19                                         | 677                                        | 660                                        | Non qualifié                           | -                                      | -                                      | -                                      | -                                      | -                                      | -                                      | Quart de finale    |
| Saison 2017 | Saison 2017 | 8e                                         | 25                                         | 30                                         | 11                                         | 3                                          | 16                                         | 663                                        | 680                                        | Non qualifié                           | -                                      | -                                      | -                                      | -                                      | -                                      | -                                      | 5e tour            |
| Saison 2018 | Saison 2018 | 6e                                         | 27                                         | 30                                         | 13                                         | 1                                          | 16                                         | 537                                        | 794                                        | Non qualifié                           | -                                      | -                                      | -                                      | -                                      | -                                      | -                                      | Quart de finale    |
| Saison 2019 | Saison 2019 | 10e                                        | 22                                         | 29                                         | 11                                         | 0                                          | 18                                         | 571                                        | 776                                        | Non qualifié                           | -                                      | -                                      | -                                      | -                                      | -                                      | -                                      | Huitième de finale |
| Saison 2020 | Saison 2020 | 7e                                         | 14                                         | 18                                         | 7                                          | 0                                          | 11                                         | 318                                        | 367                                        | Non qualifié                           | -                                      | -                                      | -                                      | -                                      | -                                      | -                                      | 5e tour            |
| Saison 2021 | Saison 2021 | 9e                                         | 18                                         | 24                                         | 9                                          | 0                                          | 15                                         | 460                                        | 516                                        | Non qualifié                           | -                                      | -                                      | -                                      | -                                      | -                                      | -                                      | Quart de finale    |
| Saison 2022 | Saison 2022 | 3e                                         | 35                                         | 27                                         | 17                                         | 1                                          | 9                                          | 613                                        | 497                                        | 1er tour                               | 1                                      | 0                                      | 0                                      | 1                                      | 0                                      | 28                                     | Finaliste          |
| Saison 2023 | Saison 2023 | 9e                                         | 22                                         | 27                                         | 11                                         | 0                                          | 16                                         | 473                                        | 552                                        | Non qualifié                           | -                                      | -                                      | -                                      | -                                      | -                                      | -                                      | Huitième de finale |
| Saison 2024 | Saison 2024 | 9e                                         | 20                                         | 27                                         | 10                                         | 0                                          | 17                                         | 468                                        | 660                                        | Non qualifié                           | -                                      | -                                      | -                                      | -                                      | -                                      | -                                      | Demi-finale        |
| Saison 2025 | Saison 2025 | -                                          | -                                          |                                            |                                            |                                            |                                            |                                            |                                            | -                                      | -                                      | -                                      | -                                      | -                                      | -                                      | -                                      | Huitième de finale |